# Technicien en informatique
Technicien en maintenance informatique est un métier lié à l'entretien d'ordinateurs, de parcs informatiques ou d'éléments liés à l'univers informatique.

## Domaine
Les domaines du technicien en maintenance informatique en entreprise sont :
- le matériel (monter un ordinateur pièce par pièce, installer des périphériques) ;
- le logiciel (installation des logiciels, de système d'exploitation ou des mises à jour) ;
- la maintenance (sauvegardes, débogage, les lags, les virus) ;
- la documentation et la formation aux logiciels ;
- étude et choix de logiciels à installer.

## Tâches
Le technicien de maintenance en informatique est chargé de corriger les problèmes informatiques rencontrés au sein d'une société ou d'un organisme, et que les utilisateurs ne savent pas résoudre, par exemple : suppression de virus, connexion impossible, erreur système, clavier défectueux, messagerie électronique mal configurée… En qualité d’expert, il est capable d’intervenir dans des domaines distincts. Son objectif est de résoudre rapidement et de manière efficace les problèmes relevant de ses compétences. Pour ce faire, il peut être amené à réparer ou changer des pièces défectueuses. Mais il doit avant tout réaliser un diagnostic pour proposer la solution la mieux adaptée. Ce bilan, il peut aussi l’effectuer par téléphone, et assister les utilisateurs en difficulté à distance.
Téléassistant (ou hotliner, qui fait de l'assistance par téléphone), il accueille les demandes des utilisateurs confrontés à un dysfonctionnement. Il est particulièrement sollicité lors des phases d’installation et de mise à jour des matériels ou des logiciels. Pour pouvoir résoudre les problèmes, il pose des questions filtres (préétablies) afin d’identifier les données d’utilisation et de fonctionnement, ainsi que la configuration de la machine concernée. Cela lui permet d’émettre un diagnostic plus rapide. Il dispose généralement d’une base de données qui recense les pannes les plus courantes et les moyens d’y remédier.
Selon la taille de l’entreprise, il effectue parfois l’installation de nouveaux matériels ou applications. Il forme et conseille les utilisateurs. La gestion du parc informatique de l’entreprise (composé de postes utilisateurs et de serveurs) est assurée par ses soins ou par le gestionnaire du parc micro-informatique. Il prend également en charge les achats, la planification et la réalisation des mises à jour. Garant de la sécurité, il veille au droit d’utilisation des logiciels et gère, en conséquence, les numéros de licence. Il procède enfin au suivi des incidents, si ces derniers se produisent de façon récurrente.

## Évolution
Il peut évoluer en nombre de métiers différents, selon ses compétences, tels que technicien en réseautique, gestionnaire ou administrateur de réseau, programmeur analyste et bien d'autres. Les sites web de recherche d'emploi regorgent d'ailleurs du titre technicien informatique. Cependant, les tâches demandées sont souvent hors contextes. 